# Bloemenorde

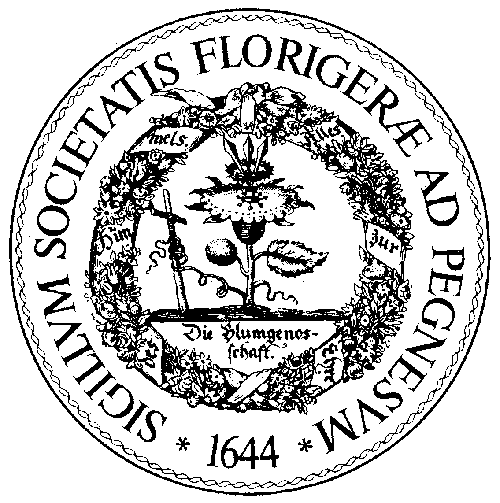
Zegel van een bloemenorde

De Bloemenorde (Duits: "Blumenorden" of "loblicher Hirten und Blumenorden von der Pegnitz" genoemd) was een Duitse orde die zich met de hoofse dichtkunst bezighield.
De door de Neurenbergse raadsheren Harsdörfer en Klaj in 1644 gestichte orde stelde zich als taak "in het dagelijks leven maar ook in Duitstalige poëzie de naam en eer van de drie-enige God op rechtschapen en ongehuichelde wijze te prijzen en te verbreiden". Ook het "bewaren van de Duitse taal in haar natuurlijke vorm" was een doel van deze Bloemenorde.
De residentie van de Orde was Neurenberg en de Orde kwam in een daarvoor door de Raad ter beschikking gesteld deel van het "Reichswald" bij de stad bijeen.
De Orde is een van de historische Orden van Beieren.

De Bloemenorde is een voorbeeld van de tendens van burgers om de adellijke Orden en de hoofse cultuur te imiteren. Men zou de Orde die door Gustav Adolph Ackermann een Orde wordt genoemd ook een rederijkerskamer of academie kunnen noemen.
De leden namen een bijzondere ordenaam aan en verplichtten zich om geregeld een zelfgeschreven gedicht aan de Ordebroeders voor te leggen.
Sint Anna-orde ·
Bloemenorde ·
Sint-Elisabeth-orde ·
Orde van de Fürstprängler ·
Huisridderorde van de Heilige Georg ·
Ridderlijk Gezelschap van de Heilige Georg in Franken ·
Huisridderorde van de Heilige Michaël ·
Huisridderorde van Sint-Hubertus ·
Orde van Verdienste van de Beierse Kroon ·
Orde van de Leeuw van de Palts ·
Ludwigsorde ·
Militaire Max Joseph-Orde ·
Maximiliaansorde voor Wetenschap en Kunst ·
Beierse Maximiliaansorde voor Wetenschap en Kunst ·
Orde voor de Militaire Gezondheidszorg ·
Ordre de Parfaite Amitié ·
Orde van de Rode Adelaar ·
Theresia-orde ·
Beierse Orde van Verdienste ·
Orde van Militaire Verdienste ·
Ludwigsmedaille
Zie ook: Ridderorden in Beieren · Onderscheidingen in Beieren